# Poznámky na krabičkách od sirek
Poznámky na krabičkách od sirek (La Bustina di Minerva) byl sloupek Umberta Eca, který pravidelně, jednou týdně vycházel od 31. března 1983 na poslední straně italského týdeníku L’Espresso. Od března 1998 vycházel jednou za čtrnáct dní. Poslední sloupek vyšel 27. ledna 2016 pár dní před smrtí autora.

## Kniha
Stejnojmenná kniha vyšla v italském nakladatelství Bompiani v roce 1999 a byla přeložena do několika jazyků. Kniha je výborem nejzajímavějších článků, které vyšly v průběhu devadesátých let. Eco se v nich zamýšlí nad velkým množstvím témat a s dávkou humoru, občas až provokací, komentuje aktuální problémy, jak celosvětové tak italské, válku, postavení knihy v éře internetu atd. Nebojí se kritizovat nešvary současnosti, politiku, nebo reagovat na novinové články. Na závěr zde najdeme také typicky "ecovské" hříčky a minipovídky a několik prozíravých předpovědí a rad do tohoto tisíciletí.

## Kapitoly
- Nevesely, truchlivy jsou ty vodní kraje – O rasismu, válce a politické korektnosti
- Kde domov můj – Komentáře k událostem v Itálii
- By náš jazyk neshnil v hrobě – Řeč a chování
- Labyrint světa – Od knihy přes web k hypertextu
- Daleká cesta má! Marné volání! – Polemiky o sdělovacích prostředcích
- Rozličných figur a kuprštyků květování – Paběrkování z literatury a krásných umění
- Proč bychom se nebavili – Minipovídky
- My přežijem cokoli – Co nás čeká ve třetím tisíciletí